# 杨士骧故居
杨士骧故居又名杨公馆，位于中国江苏省淮安市淮安区淮城街道南门内更楼东街西段，是晚清直隶总督、北洋大臣杨士骧（1860-1909）的大宅。
杨士骧祖籍安徽泗州。其祖父杨殿邦（1777-1859）于道光二十六年（1846年）任漕运总督，咸丰三年（1853年）卸任后留在淮安，在南门更楼东街购置宅院定居。杨公馆规模庞大，占地面积数千平方米，房屋数百间，雕梁画栋。1949年后，杨士骧故居的大部分被征用改为淮安袜厂，1958年旧城改造时拓宽南门大街，西路建筑被拆除。上世纪80年代初，沿街房屋改建楼房。1990年代袜厂倒闭，出租为厂房、仓库。故居现存中路三进建筑，房屋30余间。

## 保护
2006年9月8日，杨士骧故居列为第三批淮安市文物保护单位。